# Stephen John Heyworth
Stephen John Heyworth ist ein britischer Altphilologe.

## Leben
Er besuchte die Collyer's Grammar School in Horsham und promovierte am Trinity College in Cambridge, bevor er an den Universitäten von Sheffield und Leeds unterrichtete. Er ist Professor für Latein an der Universität Oxford und bereits seit 1988 Bowra Fellow und Tutor in Classics am Wadham College.
Seine Forschungsschwerpunkte sind lateinische Poesie, Textkritik, Ovid, Catull, Properz, Vergil und römische Religion.

## Schriften (Auswahl)
- mit Peta G. Fowler und Stephen J. Harrison (Hgg.): Classical constructions. Papers in memory of Don Fowler, classicist and epicurean. Oxford 2007, ISBN 0-19-921803-X.
- Sexti Properti Elegos critico apparatu instructos. Oxford 2007, ISBN 0-19-814674-4.
- Cynthia. A companion to the text of Propertius. Oxford 2007, ISBN 978-0-19-922870-6.
- mit James Morwood: A commentary on Propertius: Book 3. Oxford 2011, ISBN 978-0-19-957149-9.
- mit James Morwood: A commentary on Vergil: Aeneid 3. Oxford 2017, ISBN 978-0-19-872782-8.
- Ovid: Fasti. Book 3. Cambridge 2019, ISBN 978-1-107-60246-5.